# Règlement sur les assemblées préfectorales
Lire en ligne

Texte du règlement sur les assemblées préfectorales

Loi sur l'organisation des préfectures
Le Règlement sur les assemblées préfectorales (府県会規則, Fukenkai Kisoku), est une norme juridique japonaise de l'époque Meiji, promulguée le 22 juillet 1878 en tant qu'ordonnance nº18 du Grand Conseil d'État. Il s'agit du premier texte à établir officiellement des assemblées législatives dans les préfectures japonaises,.

## Histoire
Le Règlement sur les assemblées préfectorales a été promulgué le 22 juillet 1878 par l’ordonnance n°18 du Grand Conseil d'État, dans le cadre des « trois nouvelles lois sur les collectivités locales » (地方三新法 (ja)). Avant sa mise en place, certains gouverneurs de préfecture convoquaient des assemblées consultatives, mais aucun système légal de représentation locale n’existait.
Le règlement marque le point de départ du parlementarisme moderne au Japon à l’échelle locale, et constitue également l’origine du système électoral japonais. Il ne s’appliquait toutefois ni à Hokkaidō ni à la préfecture d’Okinawa.
En 1890, le règlement fut abrogé avec l’entrée en vigueur de la loi sur l'organisation des préfectures (ja).

## Importance historique
Les pouvoirs des assemblées préfectorales établies par le règlement étaient limités et faibles. Ces assemblées étaient soumises à l'autorité des gouverneurs de préfecture, qui détenaient le droit exclusif de proposer des projets de loi et empêchaient les assemblées de soulever elles-mêmes des questions concernant leur territoire. Pour exécuter leurs décisions, les assemblées devaient obtenir l'autorisation ou l'approbation des gouverneurs dans tous les domaines. De plus, en cas de conflit avec les gouverneurs, ces derniers pouvaient dissoudre les assemblées préfectorales.
Le système électoral présentait également des limites importantes : le droit de vote et le droit d’éligibilité étaient restreints par des critères de genre et de qualification fiscale. Bien que cela ne soit pas inscrit explicitement dans le texte, le vote se faisait de manière nominative.
Néanmoins, par rapport à la période précédente, la mise en place d’assemblées locales élues constituait une avancée notable. Ces assemblées devinrent un des espaces importants du mouvement pour les droits civiques et la démocratie, connu sous le nom de Mouvement pour la liberté et les droits du peuple.

## Contenu du texte
Le Règlement sur les assemblées préfectorales se composait de 14 articles. (Les citations ci-dessous sont issues de traductions en japonais moderne.)

### Objectif
L’article 1 indique que « l’assemblée préfectorale délibère sur le budget des dépenses devant être couvertes par les impôts locaux ainsi que sur les méthodes de perception ». Le terme assemblée préfectorale désigne collectivement les assemblées des préfectures urbaines (府会, fukai) et rurales (県会, kenkai).

### Droit de vote et d’éligibilité
Les membres des assemblées préfectorales étaient élus au suffrage public, à raison de cinq membres maximum par district, selon l’article 10.
Selon l’article 13, étaient éligibles les hommes âgés d’au moins 25 ans, ayant leur domicile enregistré dans la préfecture, y résidant depuis au moins trois ans et payant un impôt foncier annuel d’au moins 10 yens.
L’article 14 fixait le droit de vote aux hommes âgés d’au moins 20 ans, domiciliés dans le district électoral concerné, et acquittant un impôt foncier d’au moins 5 yens.
Étaient exclus du droit de vote et d’éligibilité : les personnes atteintes de troubles mentaux graves, les individus condamnés à plus d’un an de prison, les personnes en faillite n’ayant pas encore remboursé leurs dettes, ainsi que les fonctionnaires et les enseignants (article 13).
Le règlement ne prévoyait pas d’immunité parlementaire pour les élus.

### Sessions
Conformément à l’article 2, deux types de sessions étaient prévus : une session ordinaire convoquée une fois par an, et des sessions extraordinaires organisées en cas de besoin. Le règlement intérieur de l’assemblée était établi par celle-ci, mais devait recevoir l’approbation du gouverneur de préfecture (article 9). Le président et le vice-président de l’assemblée étaient élus parmi les membres, puis soumis à l’approbation du gouverneur.

### Ordre du jour
Parmi les sujets traités figuraient l’examen du budget et des méthodes de perception des impôts locaux (article 1), la réception des rapports de clôture des comptes (article 6), ainsi que les affaires menées au moyen de la fiscalité locale (article 5).
Les décisions concernant les impôts locaux devaient, en principe, suivre les délibérations de l’assemblée préfectorale. Toutefois, si le gouverneur jugeait qu’une décision ne devait pas être approuvée, il pouvait en référer au ministre de l’Intérieur pour instructions.
Par ailleurs, l’assemblée pouvait aussi être consultée sur d'autres politiques préfectorales, à la demande du gouverneur (article 8). Tous les projets de délibération devaient être présentés par le gouverneur (article 4).
Néanmoins, les membres de l’assemblée pouvaient également, à l’initiative d’un député et avec l’approbation de la majorité, soumettre une proposition au gouvernement central (article 7).

## Création d’une commission permanente
En novembre 1880, le règlement fut modifié afin d’introduire la mise en place d’une commission permanente. Comme son nom l’indique, cette commission, composée de plusieurs membres, restait active même en dehors des sessions de l’assemblée préfectorale. Elle avait pour rôle de répondre aux consultations du gouverneur concernant les dépenses couvertes par les impôts locaux, et de formuler des avis.